# Chrysoclista abchasica
Chrysoclista abchasica ist ein Schmetterling (Nachtfalter) aus der Familie der Grasminiermotten (Elachistidae).

## Merkmale
Die Falter erreichen eine Flügelspannweite von 9 Millimeter. Sie unterscheiden sich von der sehr ähnlichen Art Chrysoclista linneella durch die unregelmäßigere dunkle Umrandung der Vorderflügel und den schmalen silbrigen Costalstrich zwischen der Vorderflügelbasis und dem silbrigen Costalfleck.
Bei den Männchen sind die Gnathos-Arme kurz, breit und stark gezähnt. Die Valven sind distal geweitet und haben einen gerundeten Apex. Die Anellus-Lappen sind halb so lang wie die Valven. Sie haben einen spitz zulaufenden Apex und subapikale Zähne. Der Aedeagus ist stark gekrümmt und mit einer Reihe Cornuti versehen. C. abchasica kann von Chrysoclista zagulajevi durch die unterschiedliche Form der Valven und der Anellus-Lappen unterschieden werden.
Die Genitalarmatur der Weibchen wurde bisher nicht beschrieben.

## Verbreitung
Chrysoclista abchasica kommt in Georgien in der autonomen Republik Abchasien (Transkaukasien) vor.

## Biologie
Über die Biologie der Art ist bisher nichts bekannt. Der Holotyp wurde Anfang Juli gefangen.

## Systematik
Aus der Literatur ist ein Synonym bekannt:
- Glyphipteryx abchasica Sinev, 1986